# Huupirikúsu
Huupirikúsu (Whirlwind Woman), Žena vihor moćni je olujni duh plemena sjevernoravničarskih plemena Arikara i Arapaho. Iako je destruktivna i opasna, ona nije zlonamjerna, već prirodna sila poput Thunderbirda, i donosi duhovne darove i vizije dostojnim ljudima. U nekim tradicijama ona je oduvijek bila duh tornada, dok je u drugima bila ljudska djevojka koja se pretvorila u Ženu Vihor nakon što ju je odnio tornado.